# Teagene di Reggio
Teagene di Reggio (in greco antico: Θεαγένης?, Theaghénēs; Rhegion, ... – ...; fl. 529 a.C.-522 a.C.) è stato un filologo e grammatico greco antico e il primo critico letterario della storia.
Fu, inoltre, il primo critico ed esegeta di Omero di cui pubblicò l'Iliade.
A Teagene, di cui non si hanno ulteriori notizie certe, si deve l'opera critica Della poesia, della stirpe e dell'epoca in cui Omero fiorì.
Teagene recitava l'Iliade spiegandone allegoricamente il contenuto mitico nel tentativo di conciliarlo con la realtà del suo mondo.